# Brevipalpus geranium
Brevipalpus geranium är en spindeldjursart som beskrevs av Baker och James P. Tuttle 1987. Brevipalpus geranium ingår i släktet Brevipalpus och familjen Tenuipalpidae. Inga underarter finns listade.